# Monumento a René Schneider
El monumento a René Schneider es una escultura y plaza pública en Santiago, Chile, dedicado a la memoria del general René Schneider, comandante en jefe del Ejército asesinado por un grupo de extrema derecha en 1970.

## Historia
Tras la elección presidencial de 1970, el general Roberto Viaux, junto a miembros de Patria y Libertad planearon el secuestro del comandante en Jefe del Ejército de Chile René Schneider, con el fin de provocar la intervención de las fuerzas armadas y evitar la sesión del Congreso que ratificaría a Salvador Allende como presidente de Chile. El intento de secuestro terminó con el asesinato de Schneider al momento de repeler la acción cuando el automóvil en el que se trasladaba fue interceptado por los secuestradores.
El 16 de abril de 1971, el Congreso Nacional de Chile autorizó la construcción de un monumento en honor a René Schneider por medio de la ley número 17.419. Originalmente estaba planificado que el monumento se levantara frente a la Escuela Militar del Libertador Bernardo O'Higgins; posteriormente se planteó la posibilidad de ubicarlo en el cerro Navidad, en la intersección de la avenida Apoquindo con la calle Málaga, que convertiría al lugar en el «parque Glorias del Ejército», y también se consideró su instalación en la Villa Compañero Ministro Carlos Cortés.
El diseño fue elegido por convocatoria pública y el proyecto ganador fue adjudicado al escultor Carlos Ortúzar; el segundo premio correspondió a una obra de Juan Bernak Ponce, Carlos Wilgand, Jorge Matus y Ricardo Budge. La elección generó controversia por parte de otros artistas, que señalaron que el concurso estaba amañado: el escultor Samuel Román señaló al diario La Nación que la obra «no representa nada, es simplemente nada» y que el concurso fue «un tongo».
El proyecto de Carlos Ortúzar consistía en dos barras de acero de 30 metros de altura, de base triangular, acompañadas de una base de granito.
La primera piedra fue puesta por el presidente Salvador Allende el 26 de junio de 1972, y en 1974 el monumento fue inaugurado en la, en ese entonces, Rotonda Kennedy, en Santiago. Actualmente es la intersección de Autopista Vespucio Norte y Avenida Kennedy Lateral, por sobre la Avenida Kennedy.[cita requerida]